# Pavel Grosu
Pavel A. Grosu a fost un medic veterinar și politician moldovean, ales în Sfatul Țării. 

## Biografie
Pavel A. Grosu, originar din Bardar, ținutul Chișinău, era de profesie medic veterinar, absolvent al Institutului Veterinar din Liflanda (Letonia).

## Sfatul Țării
Pavel A. Grosu, de naționalitate română, a fost ales în Sfatul Țării la al doilea Congres al medicilor veterinari din Basarabia.
La momentul convocării Sfatului Țării avea 37 de ani. Pavel A. Grosu era marxist și membru al Partidului Național Moldovenesc.